# 저우치치
저우치치(중국어: 周奇奇, 병음: Zhōu Qíqí, 한자음: 주기기, 1986년 6월 27일 ~ )는 중화인민공화국의 배우이다. 《랑야방》의 공우 역으로 잘 알려져 있다.

## 학력
- 쓰촨 음악학원 (졸업)

## 출연작

### 드라마
- 2014년 선전 위성 텔레비전 황금극장 《표문》- 친거거 역
- 2014년 동방 위성 텔레비전 몽상극장 《서리인사》- 항명월 역
- 2015년 동방 위성 텔레비전 동방극장 《랑야방》- 공우 역
- 2016년 후난위성텔레비전 금응독파극장 《친애적번역관》 - 웬샤오화 역
- 2018년 후난위성텔레비전 금응독파극장 《온난적현》 - 온유 역
- 2019년 베이징 텔레비전 품질극장 《시간도지도》- 송효경 역
- 2020년 후난위성텔레비전 금응독파극장 《하일참시행복》- 송쉐 역
- 2021년 후난위성텔레비전 망고계풍극장 《침수화원 : 꿈 속의 정원》 - 저우옌 역
- 2022년 장쑤 위성 텔레비전 행복극장 《아문저십년》 - 천수 역
- 2023년 CCTV-8 황금강당극장 《심상사성》 - 원주 역